# El final del desastre
El final del desastre (The End of the Whole Mess) es un relato corto de ciencia ficción del escritor estadounidense Stephen King, publicada por primera vez en Omni Magazine en 1986. Fue recopilada en Pesadillas y alucinaciones en 1993 y en Wastelands: Stories of the Apocalypse en 2008, una antología de diversos autores. 
El cuento trata sobre el peligro de manipulación de la naturaleza humana; King se inspiró en su hermano adoptivo Dave, un niño talentoso, para el personaje de Robert Fornoy. El estilo narrativo al final de la historia también recuerda el de la novela Flores para Algernon de Daniel Keyes.
El final del desastre fue nominado para el World Fantasy Award—Short Fiction de 1987.
Sobre este relato se hacen referencias en la novela It, donde en algunas ocasiones los protagonistas mencionan a La Plata como el opuesto a Derry en lo que a violencia se refiere.

## Argumento
La historia es narrada por Howard Fornoy en forma de diario personal, quien lucha por acabar de redactar el manuscrito antes que su salud colapse, para lograr dejar una suerte de confesión o narración que explique por qué la civilización humana encontró su fin por culpa de El Calmante, un nefasto invento de su hermano, a quien acaba de matar hace algunas horas inyectando directamente esta sustancia, cosa que también ha hecho a sí mismo, deseando poder escribir completa su historia antes que haga efecto en su cuerpo.
Howard explica que pertenece a una familia intelectualmente notable, su padre era un reconocido catedrático que gracias a su inteligencia escaló desde muy joven hasta llegar a ser uno de los cargos más importantes de los Archivos Nacionales en Washington, mientras que su madre, siendo soltera, era una experta en finanzas en Washington y, aunque tras casarse se volvió ama de casa, eventualmente desde ahí administraba las riquezas de los colegas de su marido y otra gente importante del país, generando una considerable fortuna. El mismo Howard se define como un niño aventajado intelectualmente, con habilidad para las letras, lo que lo llevó a publicar por primera vez a los veinte años y a ser escritor de profesión; sin embargo reconoce que ninguno de ellos siquiera se comparaba a Bobby, su hermano siete años menor. Bobby poseía un intelecto tal que desde los dos años podía escribir y desde los tres redactar ensayos, sólo estando limitado por la falta de conocimientos y la inmadura motricidad de su cuerpo. Según explica Howard, a los ocho años creó un aeroplano de planchas enchapadas que utilizaba un diseño aerodinámico que la milicia apenas estaba teorizando y gracias a él pudo volar por el parque sin contratiempos, o un transmisor hecho con un televisor viejo y una percha de ropa con que interrumpió las transmisiones de radio y televisión de todo el sector por una tarde.
El intelecto de Bobby, quien había logrado terminar todos sus estudios para los diez años, era definido como algo que solo aparecía cada dos tres generaciones y lo ponía a la altura de gente como da Vinci, Newton o Edison, sin embargo aunque se apasionaba y redefinía constantemente diversos campos de estudio eventualmente acababa perdiendo el interés y buscaba algo nuevo que hacer. A los dieciséis años, tras integrar una expedición antropológica de cinco meses a Suramérica, regresó obsesionado con la naturaleza violenta de la humanidad y entender qué cosa la originaba, ya que estaba preocupado por los continuos conflictos y atentados que sucedían en el mundo, y sentenciaba como intolerable esta tendencia que a sus ojos los encaminaba a la destrucción de la humanidad en cuestión de años. Es así que pasó los siguientes tres años investigando en Waco sin contactar a su familia.
Un día se presentó en casa de Howard llevando dos cajas, una con un panal de abejas y otra con uno de avispas, su demostración consistió en señalar que la naturaleza pacífica de las abejas las hacía inocuas y evitaban lastimar innecesariamente, ya que esto acarreaba su muerte al picar, mientras que las avispas eran violentas porque picar no ponía en riesgo su vida, siendo estas últimas una analogía de la violenta humanidad. Tras esto usó tres gotas del Calmante en el panal de Avispas, las cuales de inmediato se volvieron mansas y pacíficas.
Bobby había descubierto un pueblo llamado La Plata cerca de Waco, cuya taza de violencia era nula al punto que los únicos crímenes registrados en las últimas décadas habían sido perpetrados por viajeros o visitantes, esto era a un grado tal que el Sheriff era un anciano obeso y holgazán con principio de Alzheimer, que en vez de trabajar se pasaba el día comiendo en la cafetería local. Investigando, Bobby llegó a la conclusión de que el agua del lugar poseía alguna propiedad que anulaba la naturaleza violenta de las personas; tras al analizarla, sus resultados eran normales, pero al mirarla submicroscópicamente resultaba no ser realmente una molécula de H2O, sino un conjunto de compuestos y moléculas inconmensurable que incluía sustancias desconocidas e incluso un proteína que solo debería existir en el cerebro humano. Esta sustancia era lo que él llamaba El Calmante.
Bobby había no solo logrado destilarla hasta concentrarla para acelerar su acción, también planeaba manipularla para potenciar su efecto de forma radical y usarla para eliminar la violencia y agresividad en los seres humanos. Para ello necesitaba concentrar y trasladar a Gulandio, una pequeña isla de Borneo, trescientos millones de litros del Calmante. Su plan era simple aunque de gran envergadura: ya que las investigaciones señalaban que la erupción del volcán Krakatoa arrojó material a la atmósfera que había recorrido el mundo entero por meses y caído en todas partes. Se valdrían de la erupción del volcán Gulandio, que según sus investigaciones sería miles de veces más potente que el Krakatoa, para dispersar la sustancia por todo el planeta, previamente habiéndola colocado en el cráter mientras éste aun se encontraba inactivo y apagado. El Calmante estará concentrado y potenciado a tal nivel que esta dispersión será suficiente para que el efecto sea inmediato y permanente a nivel planetario.
A este punto, la redacción de Howard comienza a mostrar leves fallas y errores ante lo que confiesa estar sufriendo la aparición los primeros síntomas, que intenta controlar con inyecciones de digitalina para alargar su rendimiento y acabar la historia.
Regresando al relato, Bobby explica a su hermano que ha decidido no permitir a la humanidad seguir su camino autodestructivo por lo que necesita que le ayude a conseguir el financiamiento necesario para destilar y trasladar el Calmante hasta la isla. Howard se muestra renuente, ya que es consciente que la ansiedad de su hermano lo ha hecho omitir la búsqueda de posibles efectos secundarios; Bobby, por toda respuesta, señala que prefiere matar a la humanidad con los posibles efectos secundarios a dejarla morir por seguir por su camino. Eventualmente convence a su hermano y éste señala que pudo captar interesados y obtener el dinero necesario para llevar a cabo la empresa y al momento de la erupción El Calmante se dispersó y todo el mundo fue víctima de su efecto.
Aunque por tres años el mundo vivió en paz y toda hostilidad fue erradicada, Bobby y Howard regresaron a Waco para seguir investigando y, tras algunos meses, descubrieron que no solo el Sheriff de La Plata, sino una gran cantidad de habitantes, sufría lo que era diagnosticado como Alzheimer precoz y ellos simplemente definían como que allí "la gente se volvía estúpida desde muy joven", comprendiendo así que el mencionado efecto secundario no solo existía, sino que sería mucho más rápido y devastador, ya que habían superconcentrado la sustancia.
La escritura de Howard se vuelve más y más incoherente mientras señala que solo logra escribir gracias a una serie de inyecciones cada vez menos efectivas; aun así logra señalar que ellos dos lograron resistir más que el resto de la gente ya que solo bebían agua embotellada y evitaban exponerse a la lluvia, mientras el mundo se volvía un lugar sin guerra pero lleno de gente estúpida. 
Los últimos párrafos del escrito son casi incomprensibles, pero se logra entender que Howard explica cómo en algún momento consoló el arrepentimiento de su hermano razonando que es mejor un mundo lleno de tontos que uno carbonizado, además de señalar que lo ama y perdona. Finalmente logra explicar, con el vocabulario y la inteligencia de un niño que apenas sabe hablar, que enterrará a su hermano y por último logra insinuar que en algún momento Bobby mencionó que las partículas permanecerán en el aire por al menos un millón de años.
El relato acaba con un intento de firma manuscrito de Howard que apenas guarda semejanza con su nombre.

## Adaptaciones
"El final del desastre" se incluyó como el cuarto episodio en la miniserie de TNT Pesadillas y alucinaciones, protagonizada por Ron Livingston como Howard y Henry Thomas como Bobby. Originalmente se emitió el 19 de julio de 2006. En esta versión, Howard es un documentalista ganador de un Oscar en lugar de un escritor y cuenta su historia frente a una cámara de video. Además, el atentado a las Torres Gemelas se incorpora a la historia y se usan como un catalizador para la inspiración de Bobby. Al final, Bobby y su hermano se suicidan inyectándose un concentrado de la sustancia que disminuye la agresión.
Bryan Pope, de DVD Verdict calificó el episodio de televisión como A- y alabó la actuación. Christopher Noseck, de DVD Talk, dijo que era el mejor episodio de la serie, creíble y directo. Jon Condit, de Dread Central, calificó el episodio con 4.5 estrellas de un máximo de 5 y escribió: "Esta es una historia conmovedora, motivada por los personajes y emocional".
La versión de audiolibro de esta historia fue narrada por el actor Matthew Broderick.